# William English
William "Bill" English (27 de janeiro de 1929 – 26 de julho de 2020) foi um engenheiro da computação estadunidense, que construiu, sob as especificações de Doug Englebart, o primeiro mouse do mundo. Também foi creditado como a primeira pessoa na história a usar um mouse.

## Biografia
English nasceu em 27 de janeiro de 1929, em Lexington. Formou-se em 1950 pela Universidade de Kentucky e obteve seu mestrado em 1962 por Stanford. Contribuiu para o desenvolvimento do mouse enquanto trabalhava no Augmentation Research Center da SRI International. Ele deixou a SRI em 1971 e transferiu-se para o Xerox PARC, onde gerenciou o Office Systems Research Group. Enquanto trabalhava no Xerox PARC, English desenvolveu o mouse de esfera, substituindo o conjunto de rodas original. Em 1989 ele deixou a empresa para trabalhar na Sun Microsystems no setor de internacionalização. Aposentou-se pela Sun em 1994.
Morreu no dia 26 de julho de 2020 em São Rafael, aos 91 anos, de insuficiência respiratória.